# Hoplolatilus pohle
Hoplolatilus pohle is een straalvinnige vissensoort uit de familie van tegelvissen (Malacanthidae). De wetenschappelijke naam van de soort is voor het eerst geldig gepubliceerd in 1997 door Earle & Pyle.